# Brunswick Junction
Brunswick Junction  ist eine Stadt in der Region South West von Western Australia, Australien.

## Geographie
Brunswick Junction liegt am South Western Highway zwischen den Städten Bunbury und Harvey. Die Stadt hatte 2016 772 Einwohner, von denen 8 % italienischer Abstammung sind.

## Geschichte
Bereits 1830, noch vor der Gründung der Stadt, benannte John Septimus Roe den Fluss nördlich der späteren Stadt „Brunswick River“. Benannt ist der Fluss, und später auch die Stadt, nach Herzog Friedrich Wilhelm zu Braunschweig-Lüneburg, genannt der „Schwarze Herzog“, unter dessen Kommando der erste Gouverneur von Westaustralien, James Stirling diente.
Die erste Farm wurde 1842 errichtet. Eine Brücke über den „Brunswick River“ wurde bei Austerlind, einem Stadtteil von Bunbury, gebaut, um den Siedlern den Zugang zur Stadt zu erleichtern.
1893, nach der Fertigstellung der Perth - Bunbury Eisenbahn, war das heutige Stadtgebiet unbewohnt. Die Brunswick Landwirtschaftvereinigung wurde gegründet und eine Schule sowie eine Poststation wurden eröffnet. 1898 wurde südlich des Flusses eine Abzweigung nach Collie eröffnet und ein Bahnhof gebaut.
Heute ist Brunswick Junction vor allem für seine Milchproduktion bekannt. Die Brunswick Agrarmesse ist mit bis zu 15000 Besuchern eine der größten in Australien.